# デカ (カバ)

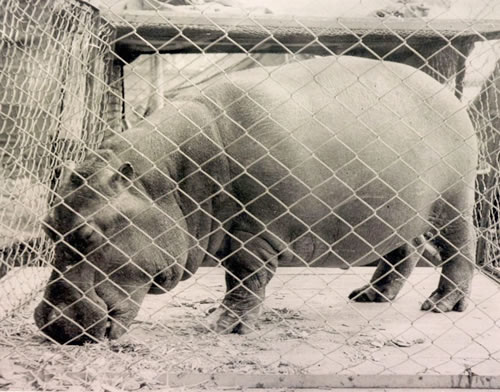
全国をキャンペーンした幼い頃(1952-1955に撮影)のデカ（当時の名はカバ子）

デカ（1952年頃 - 2010年8月5日）は、石川県能美市のいしかわ動物園で飼育されていたメスのカバである。1953年にドイツから輸入され、菓子メーカー「カバヤ食品」のキャンペーンで日本各地を巡回して人気を博した。このカバは、日本で飼育されたカバの長寿記録（58歳）の持ち主としても知られる。

## 生涯

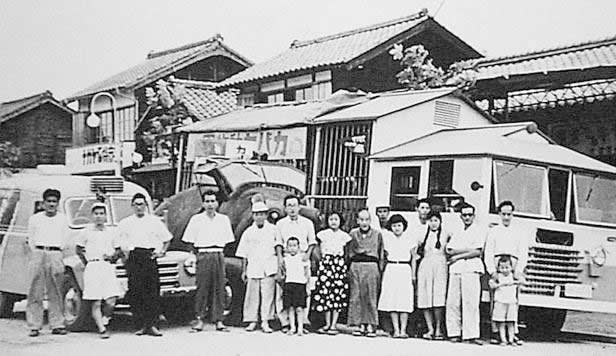
カバ子の移動動物園（1953-1954年頃）

1946年に創業したカバヤ食品は、カバが持つ「おとなしく平和を愛するイメージ」と、第二次世界大戦終了後の平和と安定を求める世相の一致に着目して、カバを会社のシンボルマークに選定した。カバヤ食品は、1952年にカバをモチーフにした宣伝カー「カバ車」を作ってキャンペーンを行っていた。翌年、カバヤはドイツから2頭のカバを輸入した。そのうちの1頭で、1952年アフリカ生まれと推定されるメスの幼い個体は、「カバ子」と命名された。
カバ子は専用の水槽がついた特製の宣伝トラックに乗せられて、キャラメルのキャンペーンで全国を回った。移動中に車の急ブレーキでカバが負傷しないように工夫していたが、当のカバ子は車が動き出すと急いで水槽に入って寝るような賢さを持っていた。カバ子は温和な性質のカバで、子供から傘などでつつかれても怒るようなことはなかった。戦後の日本では、本物のカバ自体が珍しかったこともあり、カバ子は当時の子供たちに人気を博することになった。
カバ子が成長して体が大きくなるにつれて、宣伝トラックでの全国各地への移動は難しくなっていった。1954年にカバ子は「キャンペーンガール」としての務めを終えて、岡山市の池田動物園に一時期預けられた。その後、1955年11月11日に福岡県小倉市（現・北九州市小倉北区）の到津遊園（2011年現在の到津の森公園）に寄贈された。
到津遊園ではカバ専用のプールと飼育舎を整備し、ここでもカバ子は人気者となった。しかし数年ののち、業者がカバ子の返還を要求して引き取っていった。カバ子が連れて行かれたのは、石川県金沢市にあった金沢動物園だった。1962年3月、金沢に到着したカバ子は「デカ」と改名された。
金沢動物園は金沢市街を一望できる卯辰山の山頂にあり、金沢ヘルスセンター（後の金沢サニーランド）が経営していた。この動物園は完全な屋内式で、来園者はスリッパに履き替えて回廊沿いに動物たちを見て回る形式をとっていた。カバの飼育スペースは水槽が約4×6メートル、寝室兼エサ場となる陸地が約4平方メートルの広さだった。ここでデカは1999年まで過ごすことになった。
1963年11月、兵庫県神戸市の王子動物園から当時1歳のオスのカバ「ゴンタ」が来園し、デカのお婿さんとなった。10歳の年齢差にもかかわらず2頭の仲は良好で、エサの時間には年下のゴンタがまずエサを食べ、その後にデカが食べていた。ゴンタとデカの間には、1972年7月に第1子が誕生した。第1子の出産以降、14年の間に15頭が生まれたが、産室さえない飼育スペースは成獣のカバ2頭と子カバには狭すぎた。デカが生んだ子は、最後の子となった15番目の子（オス）を除いて、デカが十分に世話をできなかったり、ゴンタの攻撃を受けたりして死亡してしまった。担当の飼育係たちは、子カバを救おうとして人工保育などに何度も挑んだが、その努力が実ることはなかった。
1986年7月3日、ゴンタはデカを残して24歳で死亡した。ゴンタの死の翌月、デカはその忘れ形見となる第15子のオスを出産した。しかし、この子も1989年5月にわずか3年足らずの生涯を終えてしまい、それからデカは長い余生を単独で生活することになった。
1999年4月、デカは新しく開園したいしかわ動物園に引っ越すことが決まった。引っ越し準備は慎重に進められた。翌月になって、デカは事前の練習通りに檻に収容されて、37年ぶりにトラックに乗って金沢市から能美郡辰口町まで約2時間で移動した。飼育係たちはデカが疲労で食欲をなくすのではないかと懸念していたが、当のデカはそんな心配をよそに、用意されていたエサを完食していた。
2001年4月15日、愛知県名古屋市の東山動物園で飼育されていたオスのカバ「重吉」（死亡当時の推定年齢53歳）が死亡し、当時49歳だったデカがカバの長寿日本一となった。2006年3月にデカは54歳となり、カバの長寿日本記録を更新した。2006年9月には日本動物愛護協会より功労動物表彰を受けた。
穏やかな性格のデカは「デカばあちゃん」といしかわ動物園の来園者に親しまれ、親子2代でこのカバを見物したという人も少なくなかった。2007年1月には、辰口町に近い能美郡根上町（現・能美市）の出身で当時ニューヨークヤンキースに在籍していた松井秀喜からデカの長寿を祝うメッセージが届いた。2009年1月には松井自身がいしかわ動物園を訪れて、小学生の時以来というデカとの「再会」を果たしている。2009年3月31日には、57歳の誕生日を祝って特製の「おからケーキ」が贈られた。カバの57歳は人間に例えると100歳以上に相当する長寿で、デカは来園者や飼育係の祝福の中、旺盛な食欲を見せてケーキを平らげた。
晩年のデカは、盲目となっていた。『日本カバ物語 檻の池に映った人間社会の明日』（1991年）の著者、宮嶋康彦によれば、デカと初めて会った1984年頃にはすでに両目に異常があったという。
2010年8月5日午後4時10分頃、飼育係がカバ飼育舎の屋外プールで倒れているデカを発見した。午後3時頃までのデカには特に変わった様子は見られず、食欲も旺盛だった。推定年齢58歳で死んだデカは、日本で飼育されたカバの長寿記録の保持者であり、世界的にもアメリカ合衆国インディアナ州エヴァンスヴィルのメスカー・パーク動物園（en:Mesker Park Zoo）の推定59歳のメス「ドンナ」に次ぐ長寿であった。同年9月にはデカの「お別れ会」が開かれ、多くの人々がこのカバの死を悼んだ。
2013年、デカの生涯は、児童作家あんずゆきにより『デカ物語 日本一長生きしたカバが見つめた半世紀』として描かれている。

## 関連書籍
- 坪内稔典『カバに会う　日本全国河馬巡り』岩波書店、2008年